# Galié
Galié ist eine französische Gemeinde mit 86 Einwohnern (Stand 1. Januar 2022) im Département Haute-Garonne in der Region Okzitanien (zuvor Midi-Pyrénées). Die Einwohner werden als Galiérois bezeichnet.

## Geographie
Umgeben wird Galié von den sechs Nachbargemeinden: 
|         | Luscan                                      | Sauveterre-de-Comminges |
| Bertren | Kompassrose, die auf Nachbargemeinden zeigt | Mont-de-Galié           |
| Bagiry  | Ore                                         |                         |

## Bevölkerungsentwicklung
| Jahr                      | 1962 | 1968 | 1975 | 1982 | 1990 | 1999 | 2006 | 2011 | 2016 | 2019 |
| ------------------------- | ---- | ---- | ---- | ---- | ---- | ---- | ---- | ---- | ---- | ---- |
| Einwohner                 | 95   | 73   | 77   | 86   | 66   | 78   | 84   | 88   | 84   | 78   |
| Quelle: Cassini und INSEE |      |      |      |      |      |      |      |      |      |      |

## Sehenswürdigkeiten

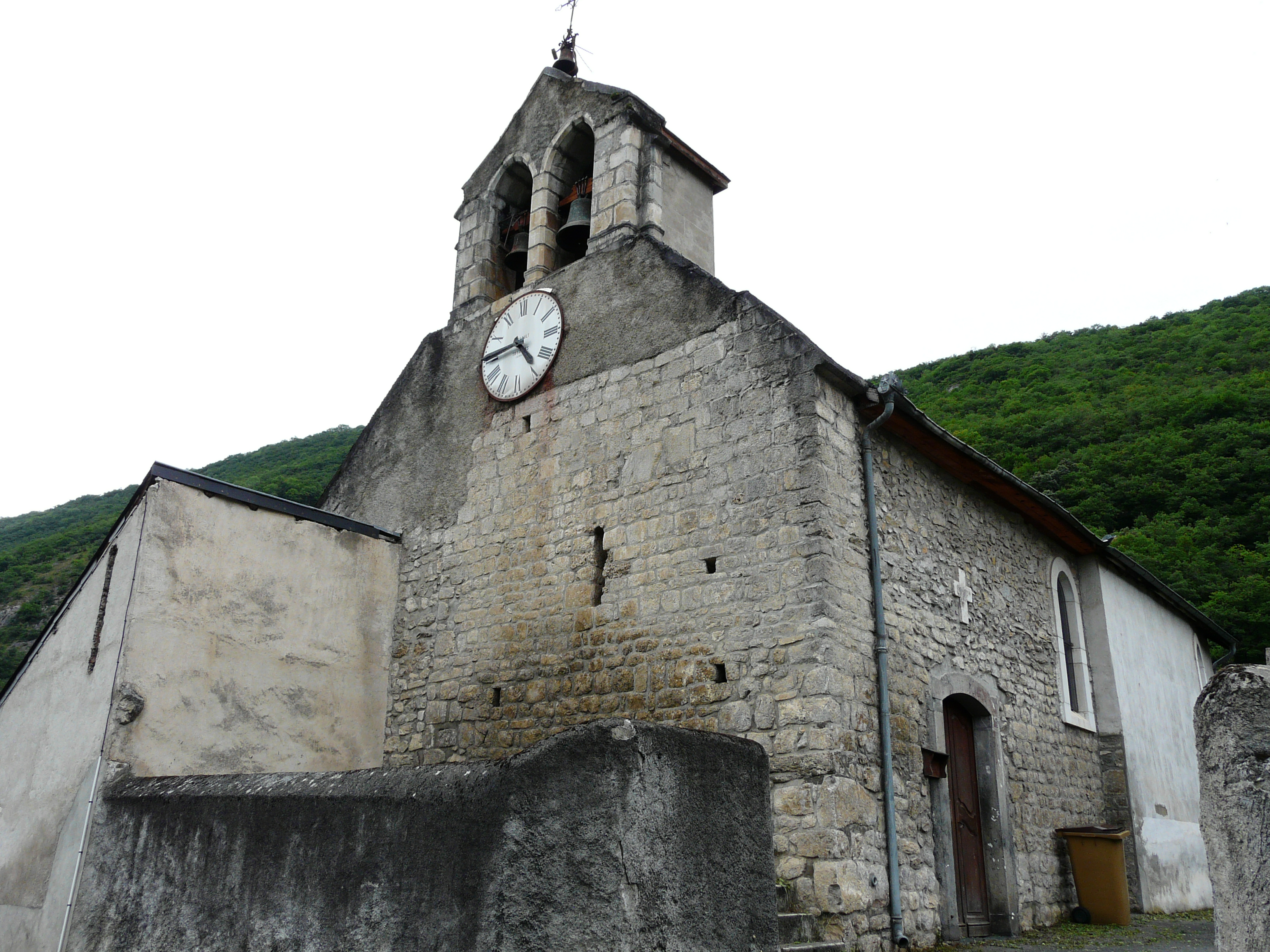
Kirche St-Nazaire

Siehe auch: Liste der Monuments historiques in Galié
- Kirche St-Nazaire
- Burgruine (Monument historique)